# Серпентиніт

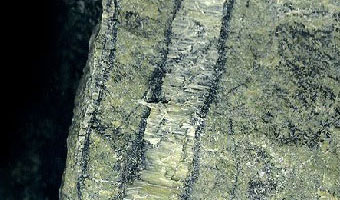
Серпентиніт. Зразок. Словаччина.

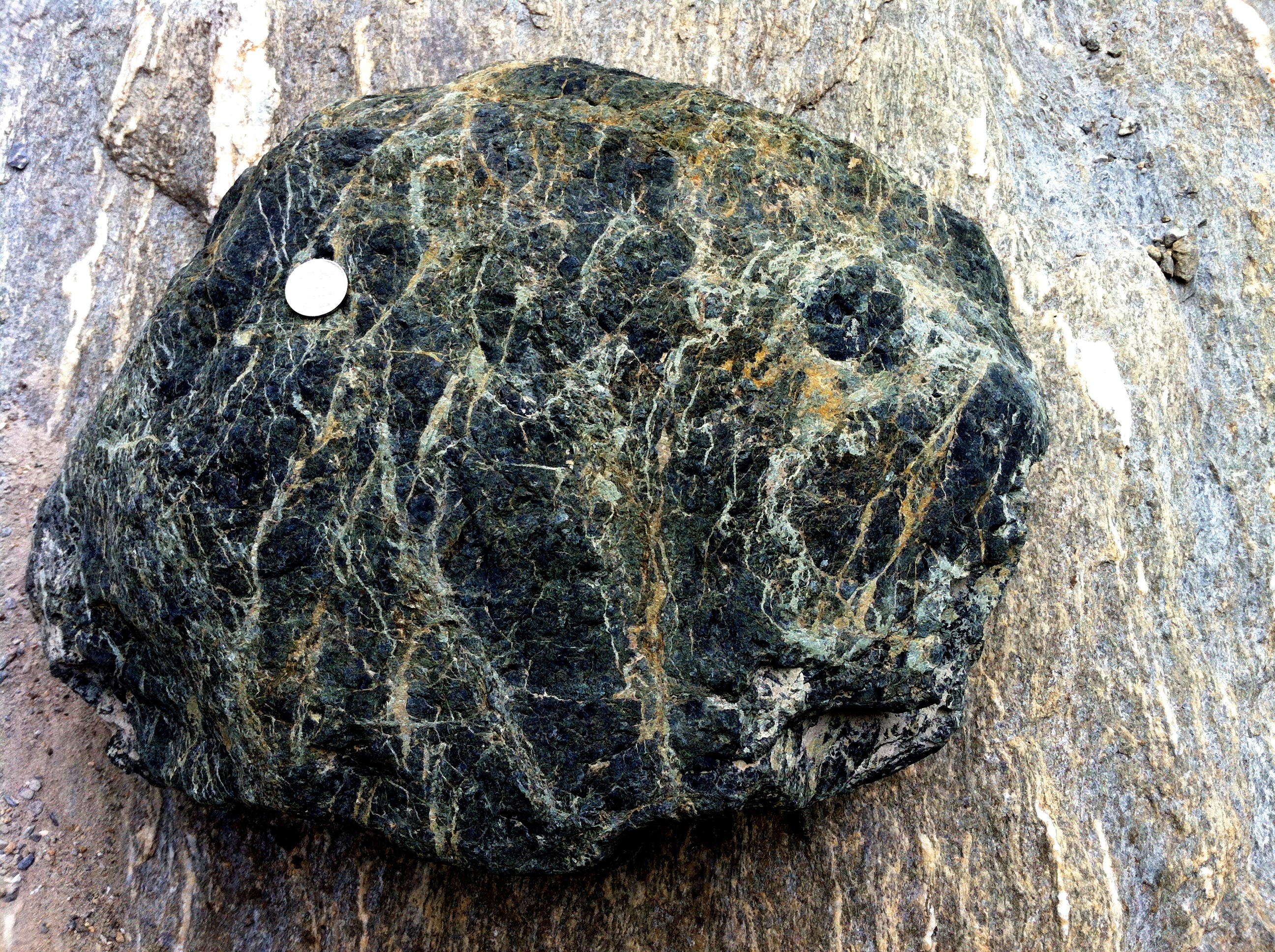
Серпентиніт. Зразок. Французькі Альпи.

Серпентині́т — щільна гірська порода, яка утворилася в результаті серпентинізації гіпербазитів. Складається г.ч. з мінералів групи серпентину і домішок карбонатів, магнетиту, хроміту та інш. Забарвлення зелене з плямами різних кольорів. Серпентиніти часто складають руди Cu, Ni, Co, Pt, платиноїдів, хроміту, азбесту, магнезиту, тальку.

## Поширення
Поклади серпентинітів поширені в межах докембрійських щитів і складчастих споруд, фанерозойських складчастих областей і поясів. Серпентиніти асоціюють з ультраосновними комплексами. Ресурси і запаси серпентинітів є у Росії (Урал, Алтай, Саяни, Камчатка, Кавказ, Кольський півострів та ін.), Австралії, Зімбабве (Велика Дайка), Китаї, Словаччині, Ірані, Туреччині, Греції, Італії, Англії, США, на Кубі, в Канаді, Україні та ін.
В Україні серпентиніти поширені в межах Українського щита (Побужжя, район м. Біла Церква, Придніпров'я, Приазов'я).